# Síndrome de atrapamiento de la arteria poplítea

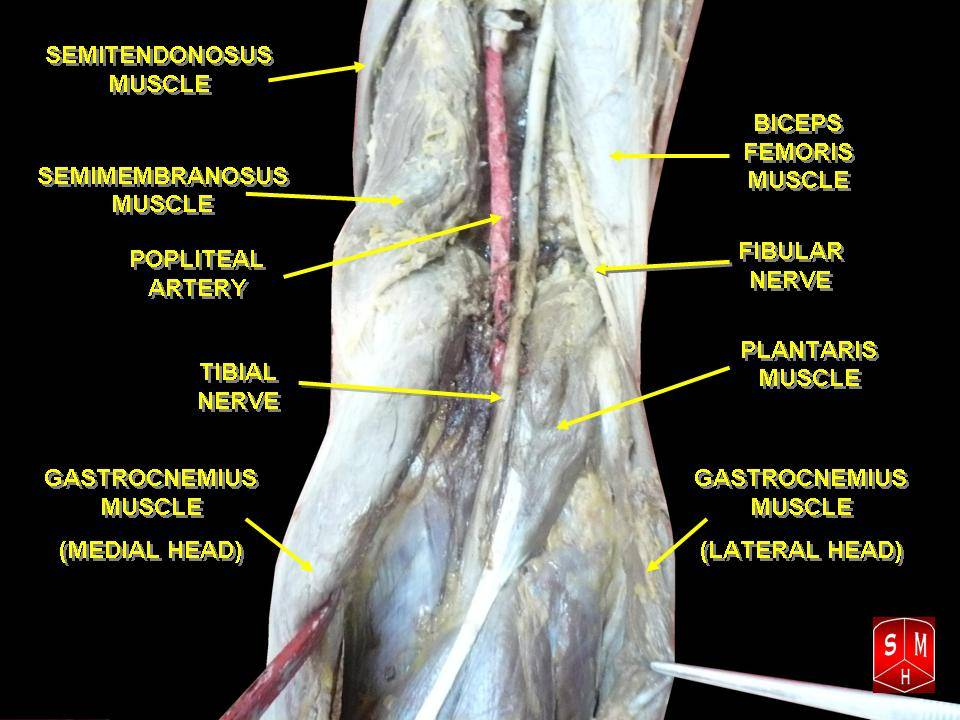
Curso normal de la arteria poplítea detrás de la rodilla.

El síndrome de atrapamiento de la arteria poplítea es una patología poco común, la cual resulta en claudicación e isquemia de pierna de crónica. La arteria poplítea puede ser comprimida detrás de la rodilla, por una deformidad congénita de los músculos o por las inserciones tendinosas de la fosa poplíteal. Este trauma repetitivo podría resultar en la degeneración de una arteria estenótica, oclusión arterial completa o incluso la formación de un aneurisma.

## Clasificación
Love J. y Whelan T. propusieron una clasificación en cuatro tipos de esta patología, de acuerdo a varias relaciones entres la arteria poplítea y los músculos del espacio poplíteo. Rich y Hughes describieron compresión de la vena poplítea, agregando así un quinto tipo en la clasificación anterior. El tipo funcional de la compresión del vaso poplíteo fue descrito por primera vez por Rignault et al. en 1985 y etiquetado por Levien como el sexto tipo del síndrome de atrapamiento de vaso poplíteo.

## Diagnóstico

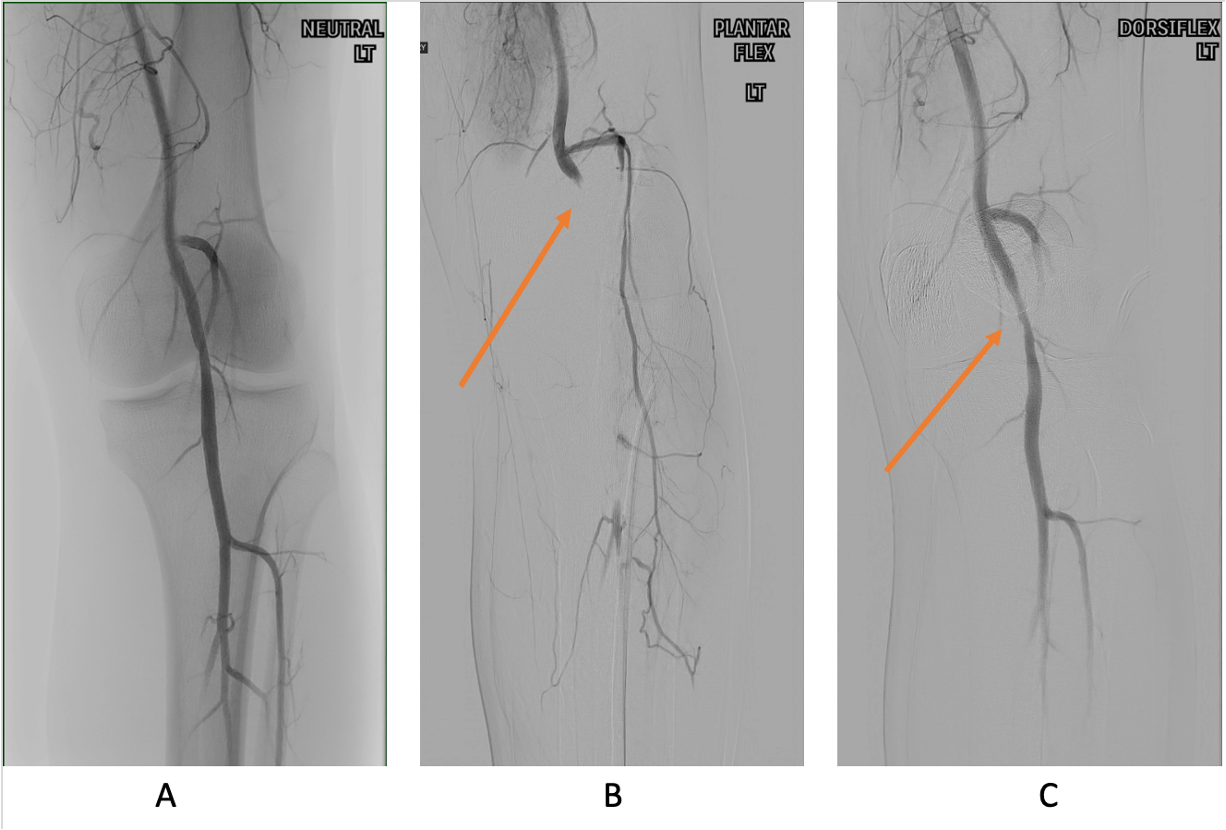
Angiogramas de un paciente diagnosticado de síndrome de atrapamiento de la arteria poplítea de la extremidad inferior izquierda. La imagen A muestra una arteria poplítea neutra antes de las maniobras de provocación. Las imágenes B y C muestran la obstrucción (flechas naranjas) realzada con maniobras provocativas de flexión plantar y dorsiflexión, respectivamente.

### Diagnóstico diferencial
Dolor bajo la pierna inducido por ejercicio, incluye  síndrome compartimental crónico de esfuerzo, presión muscular no resuelta (esta clasificación ocurre en la unión musculotendinosa de la cabeza medial del gastrocnemio), síndrome de estrés de la tibia medial, fíbula y fracturas de la tibia por estrés, defectos de la fascia, síndrome de atrapamiento de nervio, claudicación vascular (arteriosclerosis o síndrome de atrapamiento de la arteria poplítea) y dolor referido desde una hernia de disco lumbar.

### Epidemiología
En la población general, el síndrome de atrapamiento de la arteria poplítea (SAAP) tiene una prevalencia estimada de 0,16 %. Es comúnmente encontrado en hombres jóvenes físicamente activos. De hecho, sesenta por ciento de todos los casos de este síndrome ocurre en hombres atléticos activos bajo 30 años, La predilección de este síndrome presenta un radio de hombres a mujeres de 15:1. Esta discrepancia in prevalencia podría ser parcialmente atribuida al hecho de que los hombres son generalmente más activos físicamente que las mujeres, o a que una larga porción de datos acumulados del SAAP es de hospitales militares donde son tratados mayormente poblaciones masculinas. La prevalencia de SAAP varía a través de diferentes poblaciones; es incrementado en las que participan corredores, futbolistas o rugbistas. Durante el desarrollo embrionario, la cabeza medial del gastrocnemio, migra mediana y superiormente. Esta migración puede causar anormalidades, como un posicionamiento irregular de la arteria poplítea, y puede contar para las instancias raras de atrapamiento causado por el músculo poplíteo.  Menos del 3 % de todas las personas nacidas con este defecto anatómico desarrolla SAAP, y de los nacidos con el defecto anatómico, la mayoría nunca desarrollo síntomas. En aproximadamente 25 % de los casos se presenta SAAP bilateral.

## Historia
El síndrome fue por primera vez descrito in 1879 por Anderson Stuart, un estudiante de medicina, en un hombre de 64 años. Hamming y Vink describieron en 1959 por primera vez el manejo del síndrome de atrapamiento de arteria poplítea en un paciente de 12 años. miotomía de la cabeza medial del músculo gastrocnemio y endarterectomía concomitante de la arteria poplítea. Posteriormente comunicaron cuatro casos más y afirmaron que la incidencia de esta patología en pacientes menores de 30 años con claudicación era del 40%. Servello fue el primero en llamar la atención sobre la disminución de los pulsos distales observada con la flexión plantar o dorsiflexión forzada en pacientes con este síndrome. En 1981, Bouhoutsos y Daskalakis reportaron 45 casos con este síndrome en una población de 20.000 soldados griegos. En las últimas décadas, la frecuencia cada vez mayor con la que se informa del atrapamiento de la arteria poplítea sugiere claramente un mayor conocimiento del síndrome.